# 1673
1673 је била проста година.

## Догађаји

### Јануар
- 1. јануар — Почиње стална достава поште између Њујорка и Бостона.

### Јун
- 7. јун и 14. јун — Битка код Схоневелта

### Август
- 21. август – Битка код Тексела

## Смрти

### Фебруар
- 17. фебруар — Молијер, француски писац, глумац (*1622).

### Август
- 10. новембар — Михаил Корибут Вишњевецки, краљ Пољске и велики кнез Литваније